# アダム・スタニスワフ・サピェハ

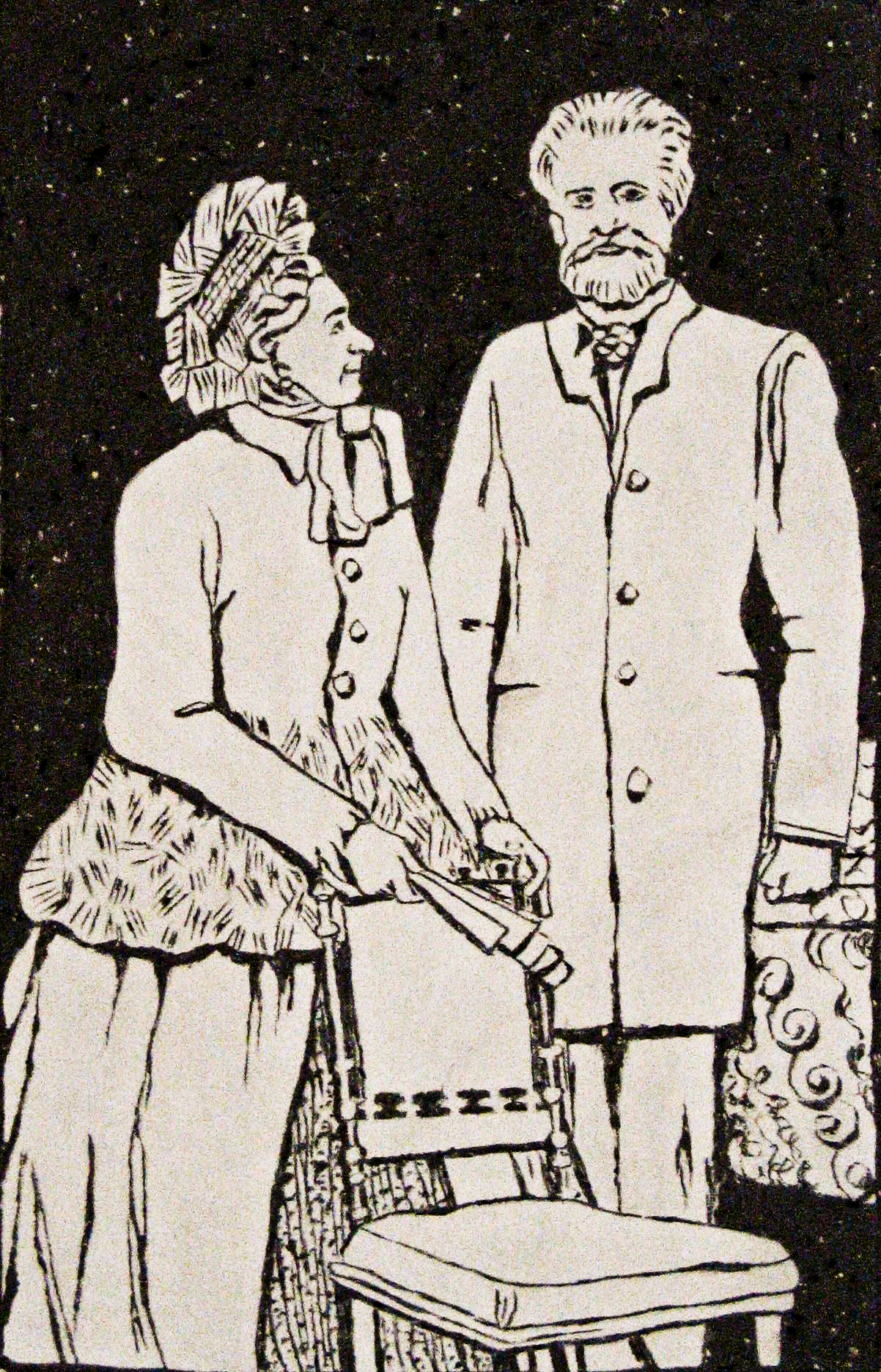
アダム・スタニスワフ・サピェハと妻のヤドヴィガ

アダム・スタニスワフ・サピェハ（Adam Stanisław Sapieha, 1828年12月4日 ワルシャワ - 1903年7月20日 バート・ライヒェンハル）は、オーストリア＝ハンガリー（二重帝国）のポーランド人貴族、政治家。サピェハ家の公（侯爵（Fürst）/公爵（książę））。

## 生涯
レオン・ルドヴィク・サピェハ公とその妻のヤドヴィガ・ザモイスカ伯爵夫人（1806年 - 1890年）の間の長男として生まれた。イギリスに留学してロンドン大学で自然科学を、スコットランドのスピロウ（Spylaw）で農業経営を学んだ。
1848年革命に際しては、ガリツィアで独立運動のために結成された国民防衛軍に協力し、パリで武器を買い付けている。1849年には郷里に戻り、クラシチン（現在のポトカルパチェ県プシェムィシル郡）の所領を経営するようになった。彼はガリツィア州地主協会に所属し、1875年にはその会長となった。会長としてはプシェムィシルでのストライキなどを主導したり、様々な地主団体の連携を深めようと努めた。
1863年の民族反乱（1月蜂起）では白派（穏健派）を支持し、蜂起軍に武器や資金を提供した。1864年にはパリに赴き、反乱継続のための資金援助を呼び掛けている。1866年にガリツィアに戻り、ガリツィアの自治を求める運動で中心的役割を果たした。1868年にガリツィア王国（領邦）議会議員となった後は、以前とは逆に帝国政府を支持する側に回った。1879年にはオーストリア貴族院議員となった。同世代のガリツィアの貴族・知識人と同様、若い頃はリベラル派だったが、1865年以後は保守派に鞍替えしたと言われる。
サピェハは1873年の学校と裁判所におけるポーランド語使用の合法化に貢献した。1874年にレンベルク（現在のウクライナ領リヴィウ州リヴィウ）に林業学校を、1877年にガリツィア林業協会を創設している。またガリツィアにおける鉄道建設の出資者にも名を連ねた。また日刊新聞の「クライ（Kraj）」紙や、様々な文化機関を支援していた。
1852年にヴワディスワフ・ヒェロニム・サングシュコ公の娘ヤドヴィガ・サングシュコ（1830年 - 1918年）と結婚し、間に4男3女の7人の子女をもうけた。長男のヴワディスワフ・レオン・サピェハ（1853年 - 1920年）は政治家、三男のパヴェウ・ヤン・サピェハ（Paweł Jan Sapieha、1864年 - 1930年）はポーランド赤十字社初代総裁、末息子のアダム・ステファン・サピェハ（1867年 - 1951年）は枢機卿・クラクフ大司教となった。